# عبدالمجید دوم
عبدالمجید عثمان اوغلو (به ترکی عثمانی: عبد المجید ثانی) (به ترکی استانبولی: İkinci Abdülmecit) (۲۹ مه ۱۸۶۸ – ۲۳ اوت ۱۹۴۴)، ملقب به عبدالمجید دوم، آخرین خلیفه مسلمانان از خاندان عثمانی بود.

## زندگی
عبدالمجید فرزند سلطان عبدالعزیز، ۲۹ می ۱۸۶۸ برابر با ۱۲۸۳ (قمری) در استانبول به دنیا آمد. در سال ۱۸۷۶ پس از کناره‌گیری پدرش از حکومت او تا سال ۱۹۰۸ در قصر ایجادیه به زندگی خود ادامه داد. او علاقه خاصی به هنر نقاشی، موسیقی و… داشت و نمایشگاه‌های زیادی برپا می‌نمود و در سال ۱۹۰۹ انجمن هنرمندان نقاش عثمانی را تأسیس و چندبار به صورت افتخاری به ریاست انجمن انتخاب گردید. او بسیاری از هنرجویان علاقه‌مند را برای تحصیل رشته موسیقی و نقاشی به فرانسه اعزام کرد. او در سال ۱۹۱۸ به عنوان وراث تاج و تخت سلطان محمد ششم انتخاب گردید. طی این مدت پسرش شاهزاده عمر فاروق با دختر کوچک سلطان محمد ششم، صبیحه سلطان ازدواج نمود.
عبدالمجید دوم به زبان‌های فارسی، عربی و فرانسوی تسلط کامل و به ۶ زبان خارجی دیگر آشنایی داشت. او به کمک دخترش دُرّ شَهوار خاطرات زندگی خود را در ۱۲ جلد جمع‌آوری نماید.
در ۱ نوامبر ۱۹۲۲ پس از سقوط امپراتوری عثمانی از ولیعهدی خلع گردید. در ۱۸ نوامبر سلطان محمد ششم توسط مجلس ملی از ترکیه اخراج و عبدالمجید دوم با رأی اکثریت به خلافت مسلمین انتخاب شد.

## تبعید و مرگ

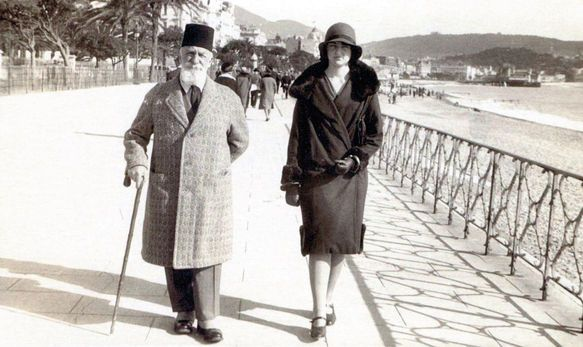
عبدالمجید و دخترش در نیس، فرانسه

در ۳ مارس ۱۹۲۴ طی تصمیم مجلس عنوان خلیفه از وی سلب و کلیه خاندان سلطنتی از کشور اخراج گردید. وی همان شب توسط رئیس پلیس استانبول با اتومبیل از کاخ دلمه‌باغچه به چاتالجا منتقل و با اولین قطار به مقصد سوئیس از کشور اخراج گردید. وی به دلیل داشتن بیش از یک همسر مدتی را در سوئیس بازداشت بسر برد و پس از مدت کوتاهی به فرانسه نقل مکان نمود.
او پس سال‌ها تبعید در فرانسه هنوز به سنت‌های و آئین نیاکان خود پایبند بود و در نمازجمعه‌ها شرکت می‌نمود و خطبه عقد افراد خاندان و شاهزادگان را خود جاری می‌نمود.
عبدالمجید در ۲۳ اوت ۱۹۴۴ برابر با چهارشنبه ۱ شهریور ۱۳۲۳ شمسی بر اثر بیماری قلبی در تبعید در پاریس چشم از جهان فروبست. رئیس‌جمهور وقت ترکیه عصمت اینونو اجازه دفن آخرین بازمانده عثمانی را که دختر عبدالمجید درخواست داده بود را نپذیرفت و مراسم تشیع جنازه او در مسجد جامع پاریس برگزار گردید. پس ده سال انتظار برای دفن در سرزمین پدری، با عدم موافقت دولت ترکیه به ناچار جسد وی در قبرستان بقیع مدینه به خاک سپرده شد.
عبدالمجید دوم فردی هنرمند و نقاشی حرفه‌ای و کسی بود که انجمن نقاشان عثمانی را تأسیس و رئیس و حامی آن بود. آثار او برای اولین بار در ۱۹۸۶ در یکی از گالری‌های فاخر استانبول به نمایش عموم گذاشته شد.